# Pierre-Yves Hamel
Pierre-Yves Hamel (Brest, 3 febbraio 1994) è un calciatore francese, attaccante del Paris FC.

## Caratteristiche tecniche
È un attaccante che gioca come punta centrale.

## Palmarès

### Club

#### Competizioni nazionali
- Campionato francese di seconda divisione: 1

Lorient: 2019-2020